# 사카에정 (니가타현)
사카에정(栄町)은 니가타현 미나미칸바라군에 설치되었던 정이다. 2005년 5월 1일에 신조정, 미나미칸바라군 시타다촌과 합병해 새로운 신조정이 되었다.

## 지리
에치고 평야 중앙부에 위치하고 있으며, 정역 서부를 중심으로 평탄지가 펼쳐진다.

## 역사
- 1889년 4월 1일 - 정촌제 시행으로 미나미칸바라군 야마토촌, 후쿠다촌, 오니키촌, 오사키촌, 고카촌, 오가타촌, 시오촌, 오비오리촌이 성립하였다.
- 1901년 1월 11일 - 후쿠지마촌, 오모촌이 성립하였다.
- 1956년 9월 30일 - 후쿠지마촌, 오모촌이 합병해 사카에촌이 성립하였다.
- 1981년 10월 1일 - 사카에촌이 정으로 승격해 사카에정이 되었다.
- 2004년 10월 23일 - 니가타현 주에쓰 지진이 발생으로 진도 5가 관측. 중상자 3명, 주택 대규모 반파 1동, 반파 7동, 일부 손괴 517동, 공공시설 등 252동에 피해.교통망의 단절이나 풍평 피해 등으로 경제적인 손해를 입었다.
- 2005년 5월 1일 - 인접한 신조정, 시타다촌과 합병으로 소멸했다.

## 행정
- 정장 : 고바야시 히로 (小林弘右) (1999년 4월 26일 - 2005년 4월 30일)

## 교통

### 철도
- 동일본 여객철도
  - 야히코 선

### 도로
- 호쿠리쿠 자동차도
- 국도 8호선
- 국도 403호선